# Келтибери
Келтиберите (Keltiberer; Celtiberians) са група от племена в Централна и Северна Испания и Португалия в пред-римско време. Те говорят келтски.
Наименованието „келтибери“ показва, че се забелязват, както иберийски, така и келтски елементи.
Келтиберите са войнствени. През 2 век пр.н.е. те са подчинени от римляните.

## История
- 218 пр.н.е. тръгват много келтибери и южнофренски гали с Ханибал към Северна Италия
- 197 пр.н.е. – 179 пр.н.е. Война против римляните (Келтиберска война)
- 154 пр.н.е. – 133 пр.н.е. Война против римляните (Испанска война)
- 133 пр.н.е. римляните унищожават келтиберския град Нуманция, след това следва дълго мир